# Dreikönigsgymnasium

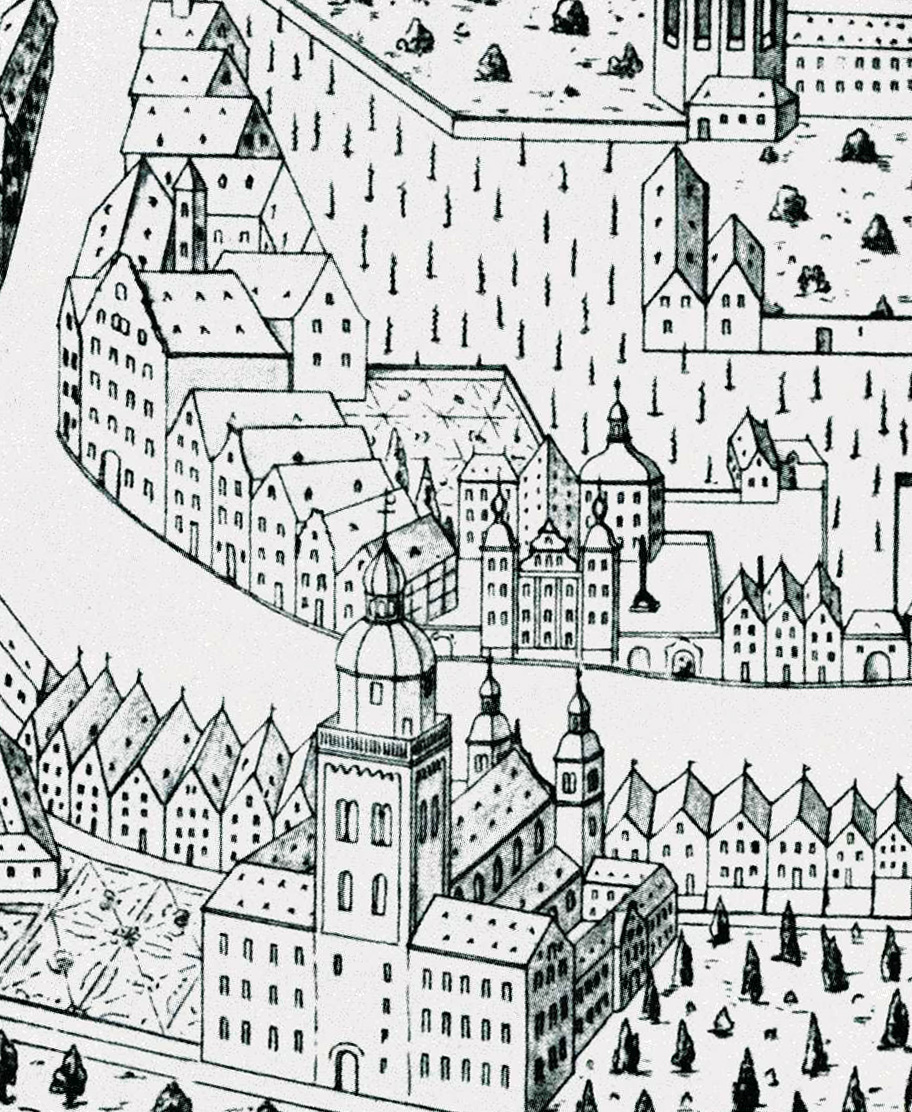
Gymnasium Tricoronatum (overzijde van de straat)

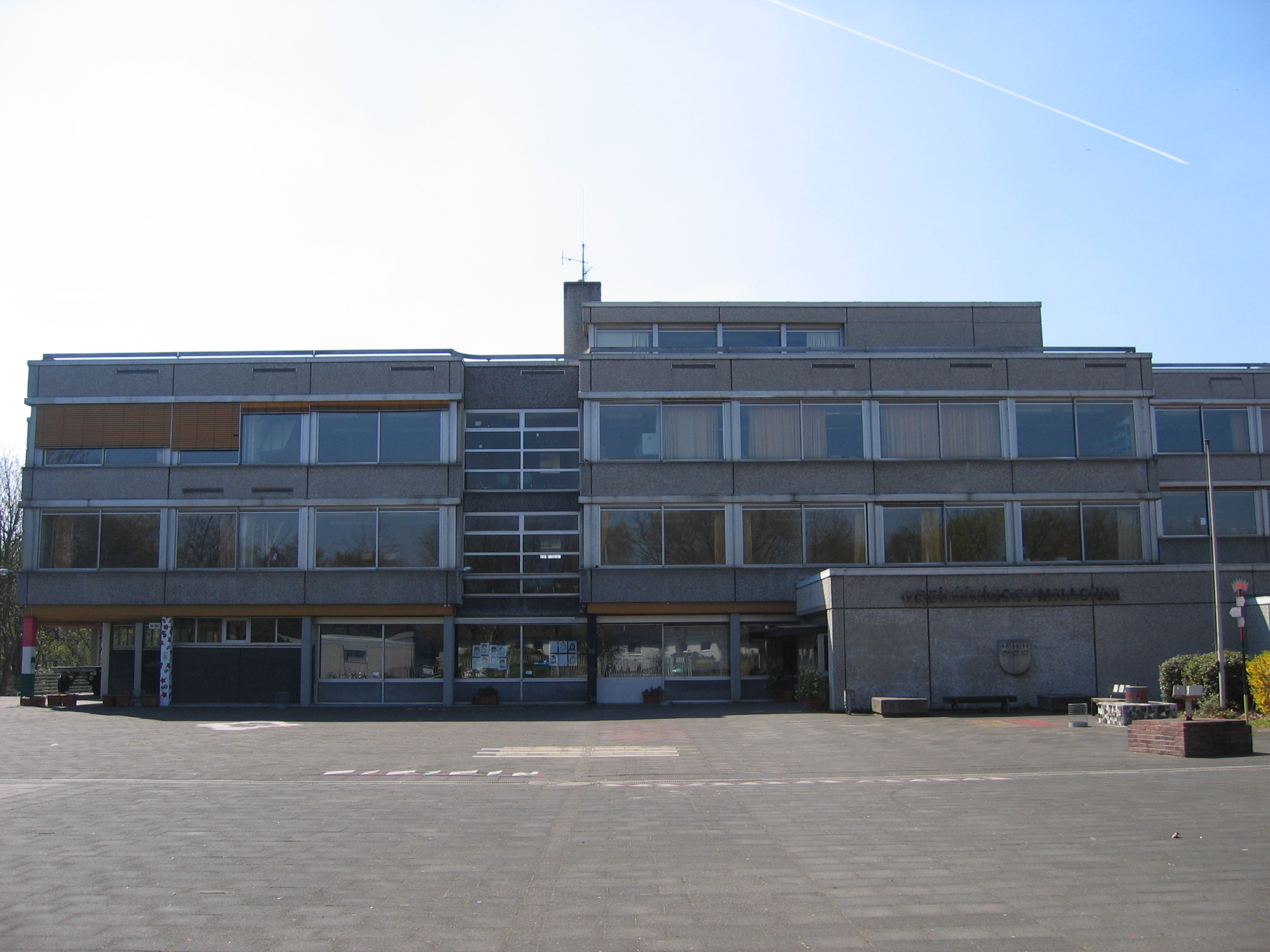

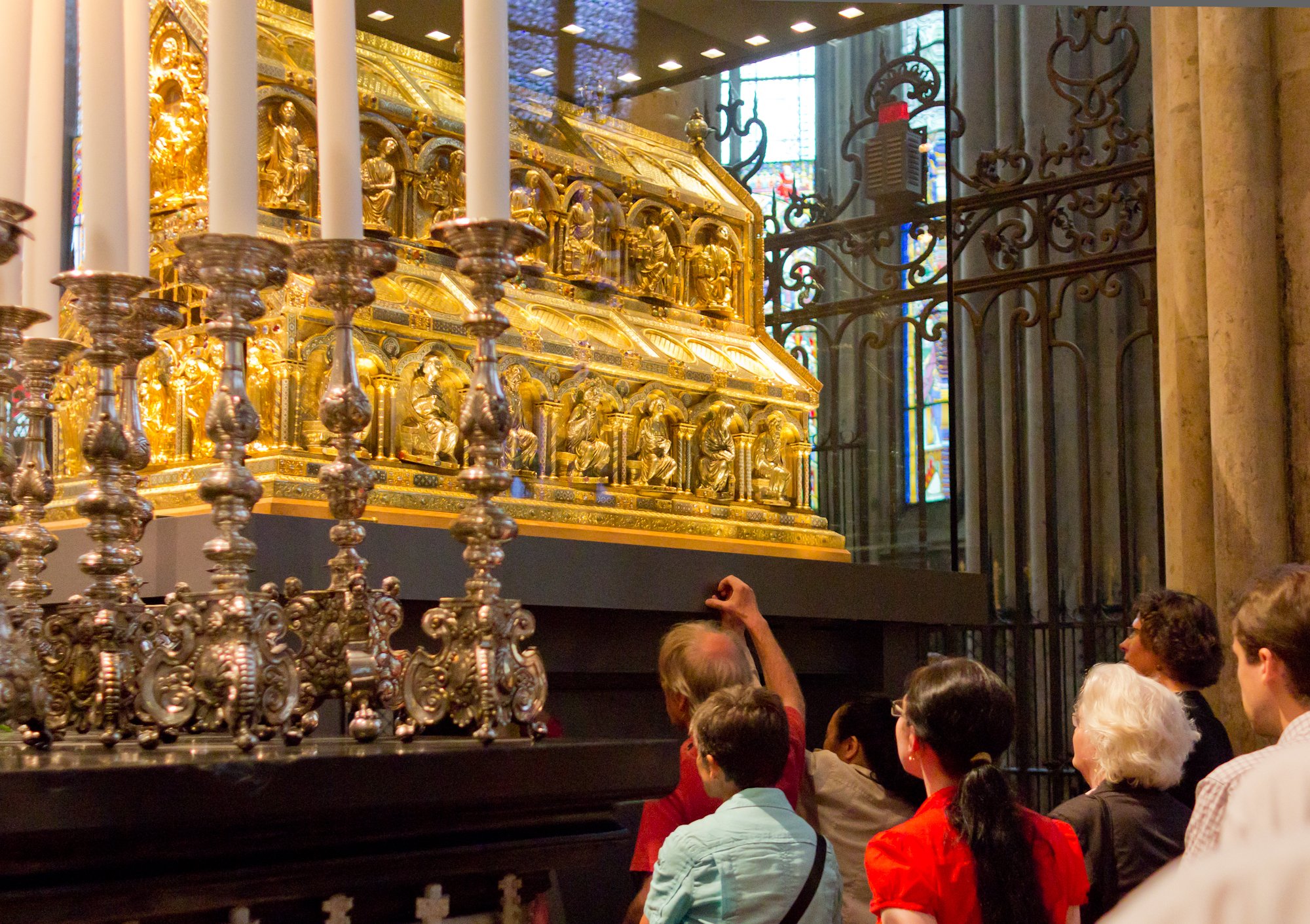
Schrijn van de Drie Koningen (Dom van Keulen)

Het Dreikönigsgymnasium is de oudste middelbare school van Keulen, en een van de oudste gymnasia van Duitsland. Zij is gesticht in 1450 als een privaat college. Vanaf het jaar 1552 was het in handen van de stad Keulen. Dit nam niet weg dat in de 16e en 17e eeuw Jezuïeten les gaven in het gymnasium en het kennelijk ook bestuurden.

## Naam
De naam van Driekoningenschool dateert slechts van 1911. De oude naam was Gymnasium Tricoronatum of het college van de drie kronen. Al deze namen verwijzen naar het schrijn van de driekoningen, die zich al eeuwen bevindt in de Dom van Keulen.

## Oud-leerlingen
Enkele bekende oud-leerlingen zijn:
- Johannes Campanus, theoloog 16e eeuw
- Erycius Puteanus, humanist en Leuvens hoogleraar 16e-17e eeuw
- Frans Egon van Fürstenberg, prelaat 17e eeuw
- Maximiliaan Hendrik van Beieren, prelaat 17e eeuw
- Willem Egon van Fürstenberg, prelaat 17e eeuw
- Adolph Kolping, priester 19e eeuw
- Theodor Schwann, fysioloog 19e eeuw
- Daniel Brühl, acteur 20e-21e eeuw